# Malý Tok
Malý Tok är ett berg i Tjeckien.   Det ligger i regionen Mellersta Böhmen, i den centrala delen av landet, 60 km sydväst om huvudstaden Prag. Toppen på Malý Tok är 747 meter över havet.
Terrängen runt Malý Tok är kuperad åt nordväst, men åt sydost är den platt. Runt Malý Tok är det ganska glesbefolkat, med 31 invånare per kvadratkilometer. Närmaste större samhälle är Příbram, 12,4 km öster om Malý Tok. I omgivningarna runt Malý Tok växer i huvudsak blandskog.